# Adenopterus saussurei
Adenopterus saussurei är en insektsart som först beskrevs av Lucien Chopard 1915.  Adenopterus saussurei ingår i släktet Adenopterus och familjen syrsor. Inga underarter finns listade i Catalogue of Life.